# Piedfort
Piedfort (Engels: piedfort, Frans: piéfort, Duits: Piedfort) is een Franse term in de Nederlandse en Vlaamse numismatiek voor een munt geslagen op een dubbeldikke, soms zelfs driedubbeldikke rondel. Piedforts zijn niet bedoeld en ongeschikt voor de omloop.